# Melánia
Melánia est un prénom hongrois, équivalent de Mélanie en français.